# 尚普勒米
尚普勒米（法語：Champlemy，法語發音：[ʃɑ̃pləmi]）是法国涅夫勒省的一个市镇，属于卢瓦尔河畔科讷库尔区。

## 地理
尚普勒米（47°17'9"N, 3°21'4"E）面积36.82 平方千米，位于法国勃艮第-弗朗什-孔泰大區涅夫勒省，该省份为法国中部省份，北至约讷省，西北接卢瓦雷省，西接谢尔省，南至阿列省，东南接索恩-卢瓦尔省，东临科多尔省。
与尚普勒米接壤的市镇（或旧市镇、城区）包括：瓦尔济、东齐瓦地区圣马洛、乌当、圣博诺、阿尔藏布伊、巴尔日谷新堡、沙泽伊、科尔沃勒当贝尔纳、涅夫勒河畔栋皮埃尔、马尔西。

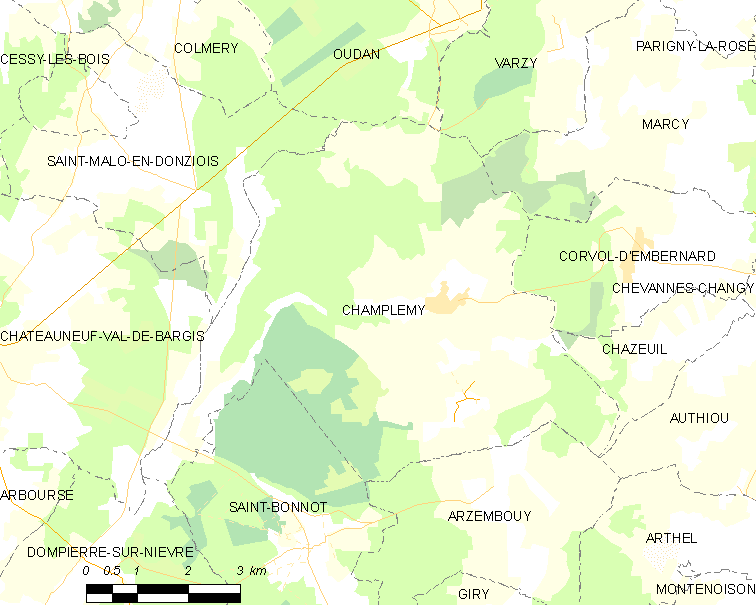
尚普勒米的OSM定位图

尚普勒米的时区为UTC+01:00、UTC+02:00（夏令时）。

## 行政
尚普勒米的邮政编码为58210，INSEE市镇编码为58053。

## 政治
尚普勒米所属的省级选区为卢瓦尔河畔拉沙里泰县。

## 人口

1962-2008年间尚普勒米人口变化图示

尚普勒米于2022年1月1日时的人口数量为326人。